# Hans-Jürgen Hundt
Hans-Jürgen Hundt (* 25. Juli 1909 in Potsdam; † 12. November 1990 in Wiesbaden) war ein deutscher prähistorischer Archäologe.

## Leben
Nach dem Besuch des Gymnasiums in Potsdam begann er begann er 1929 das Studium der Ur- und Frühgeschichte an der Universität Berlin u. a. bei Max Ebert. Während des Studiums machte er an den Staatliche Museen zu Berlin unter Wilhelm Unverzagt eine Ausbildung in der Restaurierung von Gefäßen und Präparierung von Metall ausgebildet. 1932 setzte er sein Studium an der Marburg fort, 1933/34 studierte er an der Universität Prag. Er wurde 1939 in Marburg bei Gero von Merhart über Die jüngere Bronzezeit in Mecklenburg promoviert. Im August 1939 wurde er Volontär am Römisch-Germanischen Zentralmuseum. Für 1940/41 wurde ihm das Reisestipendium des Deutschen Archäologischen Instituts verliehen, das er jedoch auf Grund des Krieges nicht antreten konnte.
1933 wurde er Mitglied der SS, 1938 zum SS-Oberscharführer befördert, 1939 zum SS-Obersturmführer im mobilen Stab des SS-Oberabschnitt Fulda-Verra. Am 8. Juni 1937 beantragte er die Aufnahme in die NSDAP und wurde rückwirkend zum 1. Mai desselben Jahres aufgenommen (Mitgliedsnummer 5.401.214). Anfang September 1939 wurde er zum Kriegsdienst eingezogen, nahm am Westfeldzug teil, wurde in Karelien eingesetzt und zuletzt bei der Vogesenoffensive, wobei er verwundet wurde. Im April 1945 wurde er in Boppard verwundet. Anfang Mai 1945 kam er in amerikanische Kriegsgefangenschaft, u. a. in Dachau, dem Straflager Aibling und dem Internierungslager Darmstadt. Erst am 17. Oktober 1947 wurde er in Darmstadt aus deutscher Internierung entlassen. Von 1947 bis 1949 verdiente er seinen Lebensunterhalt mit Gelegenheitsarbeiten.
Anfang 1949 fand er eine Beschäftigung als Restaurator am Kunstgutlager Schloss Celle (25. Januar 1949 bis 20. Mai 1950). Ab 1950 arbeitete er für das Bayerische Landesamt für Denkmalpflege, wo er unter anderem für Straubing zuständig war. Seine damaligen Arbeiten betrafen die von ihm definierte Chamer Gruppe des Endneolithikums sowie den Übergang von der frühen zur mittleren Bronzezeit.
1952 wurde er Direktor des Museums für Vor- und Frühgeschichte in Frankfurt am Main, 1954 wechselte er an das Römisch-Germanische Zentralmuseum in Mainz, wo er bis zur Pensionierung 1974 Direktor der vorgeschichtlichen Abteilung und Leiter der Werkstätten war. 1962 wurde er Honorarprofessor für Vorgeschichte mit besonderer Berücksichtigung ihres technischen Bereichs an der Universität Mainz. Anlässlich seiner Pensionierung erhielt er 1974 das Bundesverdienstkreuz am Bande.
Bekannt wurde Hundt durch seine Untersuchungen zur Bronzezeit sowie durch seine textilarchäologischen Forschungen.

## Veröffentlichungen (Auswahl)
Siehe Claudia Waurick: Verzeichnis der Schriften von Hans-Jürgen Hundt. In: Jahrbuch des Römisch-Germanischen Zentralmuseums Mainz Bd. 21, 1974, S. XVII–XXVII (bis 1976;).
- Versuch zur Deutung der Depotfunde der nordischen jüngeren Bronzezeit unter besonderer Berücksichtigung Mecklenburgs. In: Jahrbuch des Römisch-Germanischen Zentralmuseums. Bd. 2, 1955, S. 95–140 (Digitalisat).
- Die Textilien in den Gräbern. In: Rainer Christlein: Das alamannische Reihengräberfeld von Marktoberdorf im Allgäu (= Materialhefte zur Bayerischen Vorgeschichte 21). Kallmünz 1966, S. 93–102.
- Die Textilfunde. In: Peter Paulsen: Alamannische Adelsgräber von Niederstotzingen (= Veröffentlichungen des Staatlichen Amtes für Denkmalpflege Stuttgart, Reihe A 12/2). Stuttgart 1967, S. 7–20.
- Die Textil- und Schnurreste aus der frühgeschichtlichen Wurt Elisenhof. Lang, Frankfurt / Bern 1981, ISBN 3-8204-6042-X
- Die jüngere Bronzezeit in Mecklenburg. Archäologisches Landesmuseum für Mecklenburg-Vorpommern, Lübstorf 1997 (= Druck der Dissertation).